# Stereodigitalizacja
Stereodigitalizacja – proces pozyskiwania trójwymiarowych danych geometrycznych o obiektach znajdujących się na powierzchni terenu.
Stereodigitalizacja ogólnie polega na interpretacji i stereoskopowym pomiarze punktów charakterystycznych dla danego obiektu w zewnętrznym układzie odniesienia rekonstrukcji modelu przestrzennego.
W autografach analogowych z projekcją optyczną rekonstrukcji orientacji zdjęć i modelu powierzchni terenu wykonuje się na drodze optycznej. Promienie homologiczne wszystkich punktów zarejestrowanych na dwóch pokrywających się zdjęciach są reprezentowane przez promienie świetlne, które są rzutowane na dwa różnokolorowe lub dwa różnej polaryzacji filtry. Model ten jest obserwowany przez obserwatora wyposażonego w okulary anaglifowe lub polaryzacyjne.
W autografach analogowych z projekcją mechaniczną rekonstrukcje orientacji zdjęć wykonuje się na drodze mechanicznej przy zastosowaniu precyzyjnych metalowych wodzideł. System obserwacyjny składa się z dwóch niezależnych układów optycznych przenoszących odpowiadające sobie obrazy z dwóch zdjęć do dwóch okularów obserwacyjnych, które pozwalają spostrzegać obserwatorowi dwa niezależne lewe i prawe obrazy.
W autografach analitycznych model 3D jest tworzony analitycznie poprzez matematyczną realizację zależności pomiędzy współrzędnymi punktów trójwymiarowego modelu a współrzędnymi ich obrazów rejestrowanych na dwóch optycznych zdjęciach. W takich systemach model 3D nie jest formowany jednocześnie dla całej powierzchni jak w autografach analogowych lecz przyrostowo tylko w okolicach obserwowanego punktu. W stacjach cyfrowych model 3D jest formowany analitycznie na podstawie zdjęć cyfrowych. Znaczek pomiarowy formowany przez grupę pikseli jest przemieszczany przy użyciu myszki lub manipulatora kulkowego. W celu obserwacji stereoskopowej modelu 3D stosuje się: system anaglifowy, system polaryzacyjny, szybko zmieniający się lewy i prawy obraz na monitorze i okulary wyposażone w migawki. Powszechnie wykorzystywane pakiety programowe, wykorzystywane dla rejestracji danych otrzymanych w procesie stereodigitalizacji na stereoskopowych instrumentach fotogrametrycznych, są tak wybrane, aby pozwalały w łatwy sposób przeprowadzić transfer tych danych do Systemu Informacji Przestrzennej w celu ich uzupełnienia czy aktualizacji.